# Family of Scatterable Mines
Family of Scatterable Mines (FASCAM) (in etwa Familie von Wurfminen) ist ein Wurfminenprogramm (Landminen, die als Streumunition verlegt werden) der Streitkräfte der Vereinigten Staaten. Es umfasst Schützen- und Panzerabwehrminen.

## Geschichte
Mitte der 1970er Jahre schlug das Unternehmen Honeywell der US-Regierung ein Konzept für neue Streuminen vor. Die FASCAM-Minen waren damals der Stand der Technik, denn sie besaßen eine elektronische Steuerung (digitale und analoge Technik). Schon Ende der 1960er entwickelte Honeywell die Wide Area Anti-Personnel Mine als Vorgänger der FASCAM-Antipersonenminen.
Es gibt Hinweise drauf, dass die Sowjetarmee die FASCM-Minen als effektiv angesehen hat. Mitten in die angreifenden Kräfte fernverlegt, hätten die Minen das Potential den Angriff nachhaltig zu stören.

## Eigenschaften und Verlegesysteme

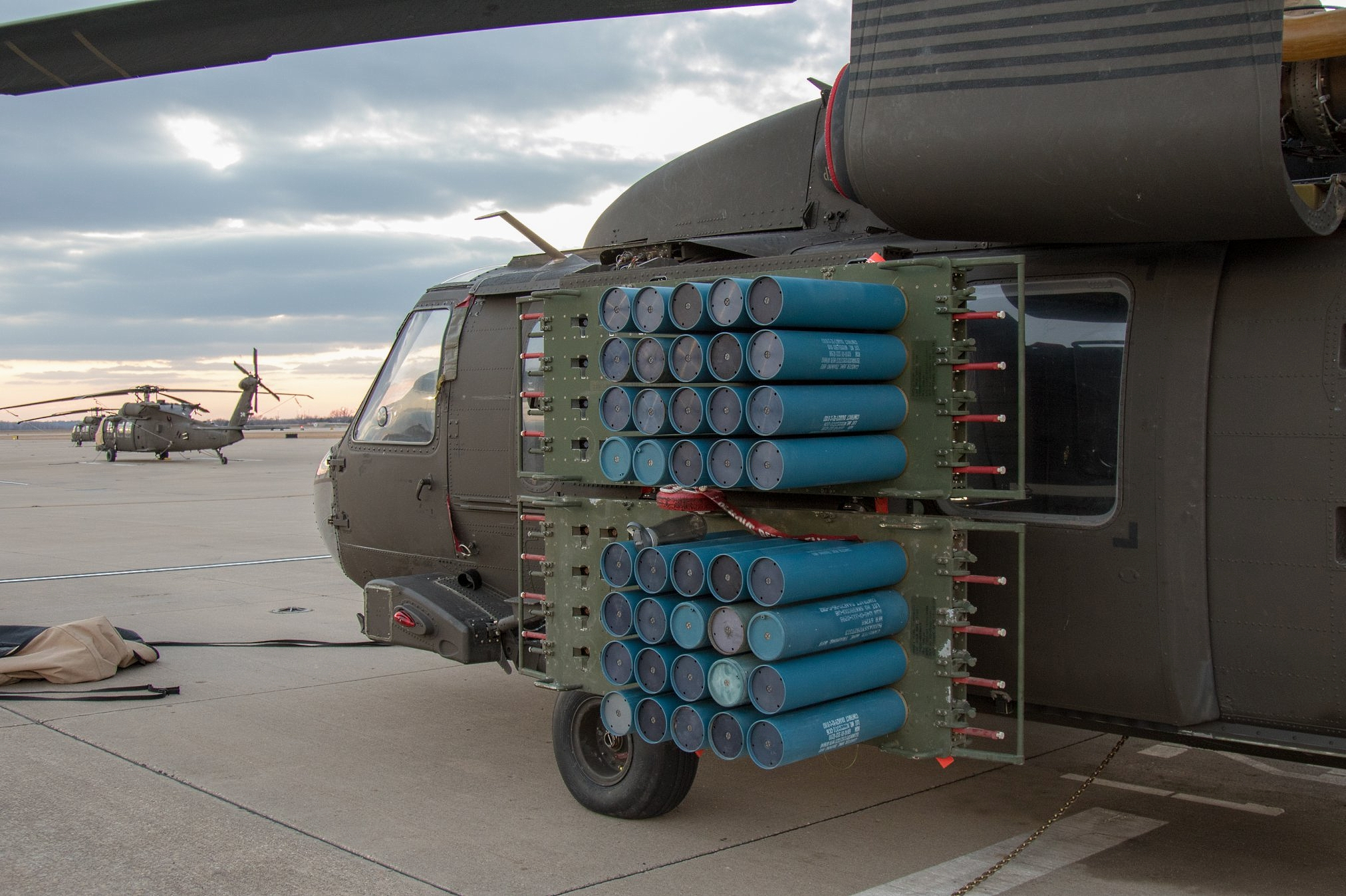
VOLCANO-System montiert auf einem Hubschrauber

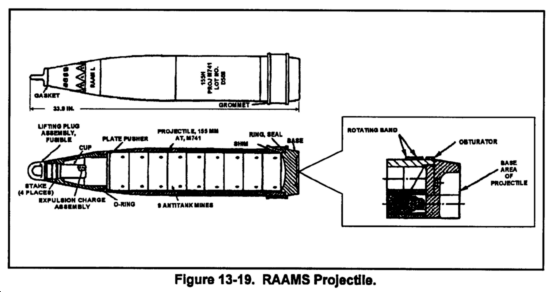
RAAMS: AT-Minen in einem Artilleriegeschoss

Die FASCAM-Minen waren mit einer Selbstzerstörung ausgestattet welche, sollten die Minen nicht ausgelöst worden sein, nach einer bestimmten Zeit aktiviert wurde. Der Timer für die Selbstzerstörung wurde bei der Verlegung der Mine automatisch aktiviert. Es wurden verschiedene Verlegesysteme für die FASCM-Minen realisiert. Die Verlegesysteme haben verschiedene Eigenschaften bezüglich Verlegungsart, Planungszeit, Verfügbarkeit und logistischen Anforderungen.
- Remote Anti-Armor Mine System (RAAMS): Panzerabwehrminen verlegt über 155-mm-Artilleriegeschosse
- Area Denial Artillery Munition (ADAM): Schützenabwehrminen verlegt über 155-mm-Artilleriegeschütze
- Ground Emplaced Mine Scattering System (GEMSS); Schützen- und Panzerabwehrminen verlegt über Minenwerfer M128 „Frisbee Flinger“ und M138 „Flipper“ die auf Landfahrzeugen montiert sind.[5][6] GEMSS wurde durch VOLCANO ersetzt.[7]
- VOLCANO: Schützen- und Panzerabwehrminen verlegt über Minenwerfer, die auf Landfahrzeugen und Hubschraubern montiert sind.
- GATOR: Schützen- und Panzerabwehrminen verlegt von schnell fliegenden Flugzeugen. Die Minen befinden sich in einen Abwurfbehälter.
- Modular Pack Mine System (MOPMS): Schützen- und Panzerabwehrminen verlegt über einen tragbaren Minenwerfer.[4] Das MOMPS bietet eine Besonderheit unter den FASCAM Minen; die Minen können nach der Ausstreuung mit der Kommandoeinheit per Funk angesprochen werden. So kann der Timer der Selbstzerstörung bis zu drei Mal zurückgesetzt werden, auch kann eine sofortige Selbstzerstörung ausgelöst werden.[8]

Nach der Verlegung entsichern sich die Minen nach einiger Zeit (bis zu 2 Minuten). Wenn diese Entsicherung nicht klappt, dann zerstört sich die Mine sofort selbst. Bis zu 15 % der Minen landen auf der Kante, was ihre Funktionsweise negativ beeinflusst. Die Zeit bis zur Selbstzerstörung variiert auch bei Minen gleichen Typs. Die Minen zerstören sich in einem Zeitfenster ab 80 bis 100 Prozent der Selbstzerstörungszeit; z. B. Minen mit einer 4-stündigen Selbstzerstörungszeit beginnen ab 3 Stunden und 12 Minuten sich selbst zu zerstören. Während bei manchen Minen die Zeit bis zur Selbstzerstörung fabrikseitig eingestellt ist, kann diese bei anderen Minen vor der Verlegung ausgewählt werden.

## Schützenabwehrminen
| Mine     | Verlegesystem | Zeit bis Entsicherung | Zünder                     | Wirkart                  | Minen mit Aufhebeschutz | Zeit bis Selbstzerstörung       | Gewicht Sprengstoff  | Gesamtgewicht | Anzahl Minen pro Verlegungseinheit           |
| -------- | ------------- | --------------------- | -------------------------- | ------------------------ | ----------------------- | ------------------------------- | -------------------- | ------------- | -------------------------------------------- |
| M67      | ADAM          | 45 s / 2 min          | Stolperdraht               | Springmine               | 20 %                    | 4 h                             | 21 g Composition A5  | 540 g         | 36 pro M731 Geschoss                         |
| M72      | ADAM          | 45 s / 2 min          | Stolperdraht               | Springmine               | 20 %                    | 48 h                            | 21 g Composition A5  | 540 g         | 36 pro M692 Geschoss                         |
| M74      | GEMSS         | 45 min                | Stolperdraht               | Spreng-/ Splitterwirkung | 20 %                    | 5 d / 15 d                      | 540 g Composition B4 | 1,44 kg       | 5 pro Behälter                               |
| BLU 92/B | GATOR         | 2 min                 | Stolperdraht               | Spreng-/ Splitterwirkung | 100 %                   | 4 h / 48 h / 15 d               | 540 g Composition B4 | 1,44 kg       | 22 pro CBU 89/B Abwurfbehälter               |
| M77      | MOPMS         | 2 min                 | Stolperdraht/Fernauslösung | Spreng-/Splitterwirkung  | 0 %                     | 4 h (bis zu 3 mal verlängerbar) | 540 g Composition B4 | 1,44 kg       | 4 pro M131 Behälter                          |
| Volcano  | Volcano       | 4 min                 | Stolperdraht               | Spreng-/ Splitterwirkung | 0 %                     | 4 h / 48 h / 15 d               | 540 g Composition B4 | 1,44 kg       | 1 pro M87 Behälter (zusammen mit 5 AT-minen) |

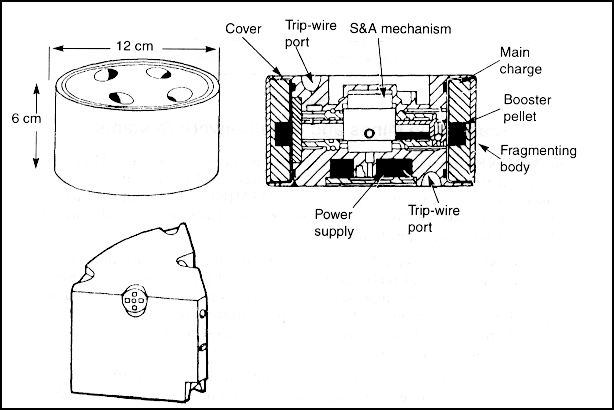
Zylindrische und Keilförmige Schützenabwehrminen

Bei den Schützenabwehrminen gibt es zwei verschiedene Bauweisen. Die M67 und M72 ADAM-Minen sind keilförmig und 7 cm hoch. Jede dieser Mine hat sieben Stolperdrähte, verteilt über den Minenkörper.
Die M74, BLU 92/B, M77 und Volcano Schützenabwehrminen sind zylindrisch, 6 cm hoch und mit 12 cm Durchmesser und deutlich größer als die ADAM-Minen. Jede dieser Minen hat acht Stolperdrähte (vier auf jeder Ober-/ Unterseite).
Nach dem Aufprall auf den Boden werden die Stolperdrähte, bis zu 12 Meter bei den zylindrischen und bis zu 6 Meter bei den keilförmigen Minen, ausgestoßen. Die Stolperdrähte bestehen aus feinem, spiralförmigen olivgrünen Draht und sind an den freien Enden mit kleinen Gewichten versehen. Ein Zug von etwa 400 Gramm am Stolperdraht löst die Explosion der Mine aus.
Die keilförmigen Schützenabwehrminen wirken wie Springminen. Wenn ausgelöst, befördert eine Treibladung die Mine etwa 1-2 m in die Höhe, wo sie dann explodiert. Der tödliche Radius beträgt bis zu 10 Metern. Die zylindrischen Schützenabwehrminen töten/verletzen aufgrund einer kombinierten Spreng-/ Splitterwirkung. Die Sprengladung zerstört das Metallgehäuse und verursacht so die Ausbreitung von Splittern; der tödliche Radius beträgt etwa 15 m.

## Panzerabwehrminen
| Mine     | Verlegesystem | Zeit bis Entsicherung | Zünder                     | Wirkart                  | Minen mit Aufhebeschutz | Zeit bis Selbstzerstörung       | Gewicht Sprengstoff | Gesamtgewicht | Anzahl Minen pro Verlegungseinheit                                    |
| -------- | ------------- | --------------------- | -------------------------- | ------------------------ | ----------------------- | ------------------------------- | ------------------- | ------------- | --------------------------------------------------------------------- |
| M73      | RAAM          | 45 s / 2 min          | Magnetzünder               | Projektilbildende Ladung | 20 %                    | 48 h                            | 585 g RDX           | 1,7 kg        | 9 pro M718 Geschoss                                                   |
| M70      | RAAM          | 45 s / 2 min          | Magnetzünder               | Projektilbildende Ladung | 20 %                    | 4 h                             | 585 g RDX           | 1,7 kg        | 9 pro M741 Geschoss                                                   |
| M75      | GEMSS         | 45 min                | Magnetzünder               | Projektilbildende Ladung | 20 %                    | 5 d / 15 d                      | 585 g RDX           | 1,7 kg        | 5 pro Behälter                                                        |
| BLU 91/B | GATOR         | 2 min                 | Magnetzünder               | Projektilbildende Ladung | 0 %                     | 4 h / 48 h / 15 d               | 585 g RDX           | 1,7 kg        | 72 pro CBU 89/B Abwurfbehälter                                        |
| M76      | MOPMS         | 2 min                 | Magnetzünder/Fernauslösung | Projektilbildende Ladung | 0 %                     | 4 h (bis zu 3 mal verlängerbar) | 585 g RDX           | 1,7 kg        | 17 pro M131 Behälter                                                  |
| Volcano  | Volcano       | 30 s / 2 min          | Magnetzünder               | Projektilbildende Ladung | 0 %                     | 4 h / 48 h / 15 d               | 585 g RDX           | 1,7 kg        | 5 pro M87 Behälter (zusammen mit einer AP-Mine); 6 pro M87A1 Behälter |

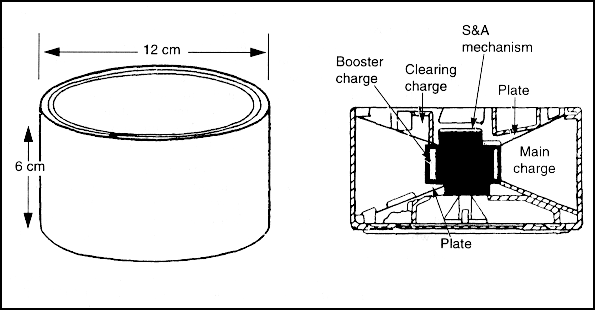
Panzerabwehrmine

Die Panzerabwehrminen der FASCAM werden über einen Magnetzünder ausgelöst. Die Mine wirkt über eine projektilbildende Ladung die zweifach in der Mine verbaut ist. Damit soll sichergestellt werden, dass egal auf welcher Ober-/Unterseite die Mine nach der Verlegung zum Liegen kommt, eine Ladung nach oben wirken kann. Die projektilbildende Ladung soll die Fahrzeugwanne durchschlagen, die Besatzung töten und die im Fahrzeug befindliche Munition zur Explosion bringen, was die komplette Zerstörung des Fahrzeugs bedeutet. Überrollt der Panzer stattdessen die Mine, dann kann sich das Projektil nicht bilden. In diesem Fall wird das Fahrzeug zwar gestoppt, weil Räder bzw. Gleiskette zerstört werden, das Fahrzeug bleibt aber weitgehend intakt.